# Neverita delessertiana
Neverita delessertiana (denominada, em inglês, false shark eye) é uma espécie predadora de molusco gastrópode marinho do oeste do oceano Atlântico, na região do golfo do México, pertencente à família Naticidae da ordem Littorinimorpha. Foi classificada com o nome Natica delessertiana por César Auguste Récluz, em 1843, e permaneceu por um período, no passado, como uma parte da variação morfológica da sua congênere e simpátrica Neverita duplicata, chamada shark eye em nomenclatura vernácula; até a publicação de um estudo científico de 2006, por Hülsken et al. - "Neverita delessertiana (Récluz in Chenu, 1843): a naticid species (Gastropoda: Caenogastropoda) distinct from Neverita duplicata (Say, 1822) based on molecular data, morphological characters, and geographical distribution". Zootaxa 1257; páginas 1–25. Este estudo dividiu ambas as espécies.

## Descrição da concha e hábitos
Concha de coloração castanho-amarelada a cinzenta, em sua superfície polida, brilhante e globosa, dotada de espiral um pouco elevada e com voltas iniciais, e junções de sua espiral, de coloração mais escurecida; com pouco mais de 5.5 centímetros de comprimento, quando desenvolvida; mas podendo chegar a até 6.7 centímetros. Por baixo é visível um umbílico parcialmente coberto por uma calosidade castanha. Gould, em 1847, citara que "à primeira vista, não se distinguiria de N. duplicata Say, com a qual se assemelha muito na forma e na coloração; mas a região umbilical é inteiramente diferente e o canal, largo e profundo, que conduz ao umbílico delimitado por uma crista aguda e coberto por uma epiderme estriada, em espiral, contrasta fortemente com a região adjacente, pálida e polida". Opérculo córneo e brilhante.
A espécie vive em substrato arenosos e de profundidades rasas, da zona entremarés.

## Distribuição geográfica
Neverita delessertiana ocorre no Atlântico Ocidental; na costa dos Estados Unidos que inclui o leste e oeste da Flórida, Alabama, Mississippi, Louisiana e Texas.